# Вирски манастир
Манастирът „Богородица Всеспасителка“ или Вирският манастир се намира в местността „Вира“ (откъдето и името му) на Фере, съвсем близо до делтата на река Марица. 
Манастирът е основан от Исак Комнин (син на Алексий I Комнин), който според преданието се разкаял за грешния си живот и постъпки и на 59-годишна възраст издига манастира, завещавайки му цялото си имущество и приемайки схима (император Мануил I Комнин принудил чичо си да се оттегли от обществения живот и след кратко заточение в Хераклея Понтика се установил във Фере). Манастирският типик е изготвен от Исак Комнин, вземайки за образец този на константинополския манастир „Богородица Благодетелка“, основан 1049 г. и просъществувал до XIII век.
Манастирът е под юрисдикцията на митрополитската катедра на Траянопол. През 1433 г. след реставрация католиконът е превърнат в джамия. През 1940 г. рушащата се джамия е обърната на църква. Днес манастирът е седалище на Световната тракийска асоциация.